# 北海道道544号麓郷山部停車場線

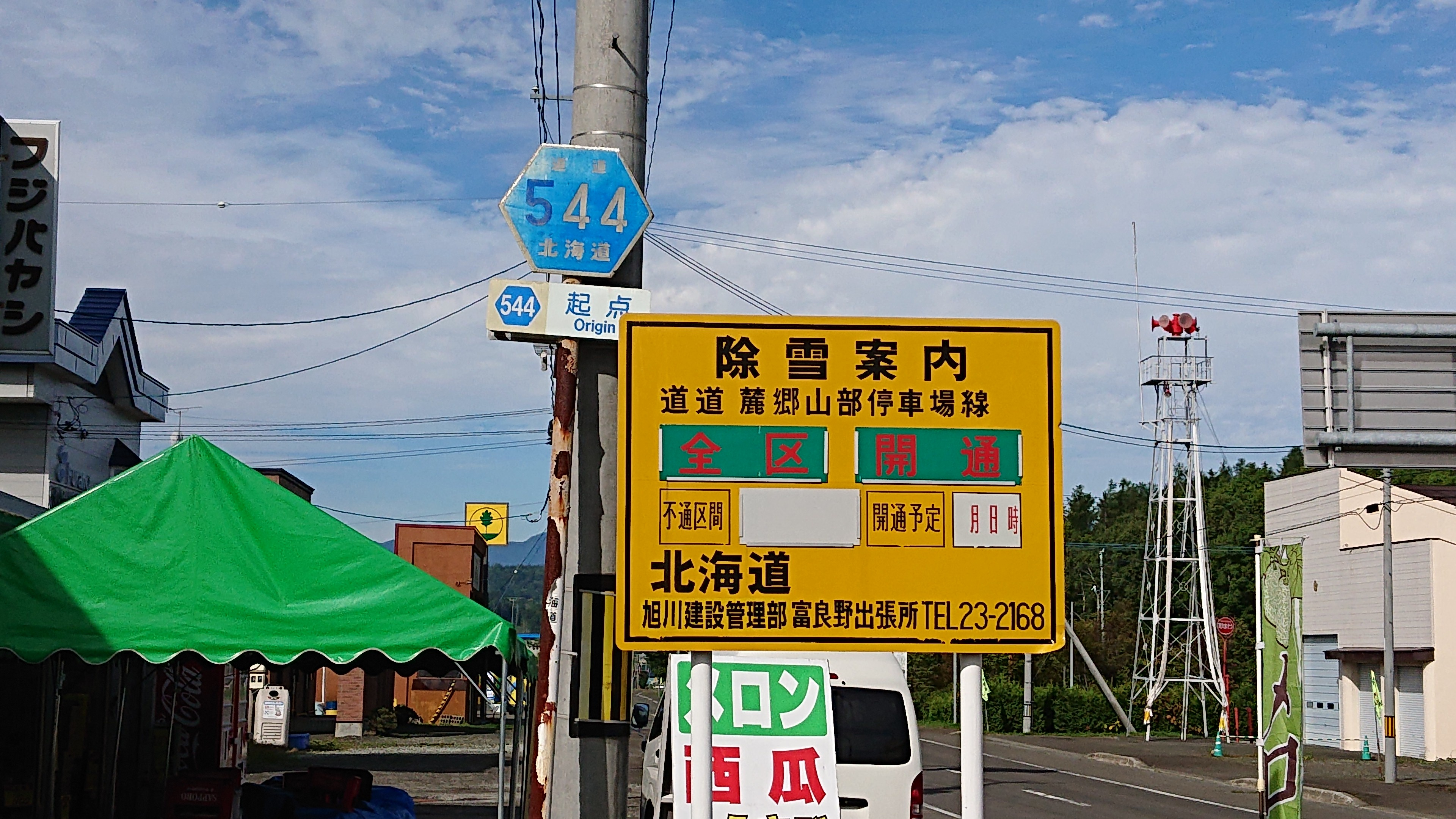
起点（富良野市麓郷）

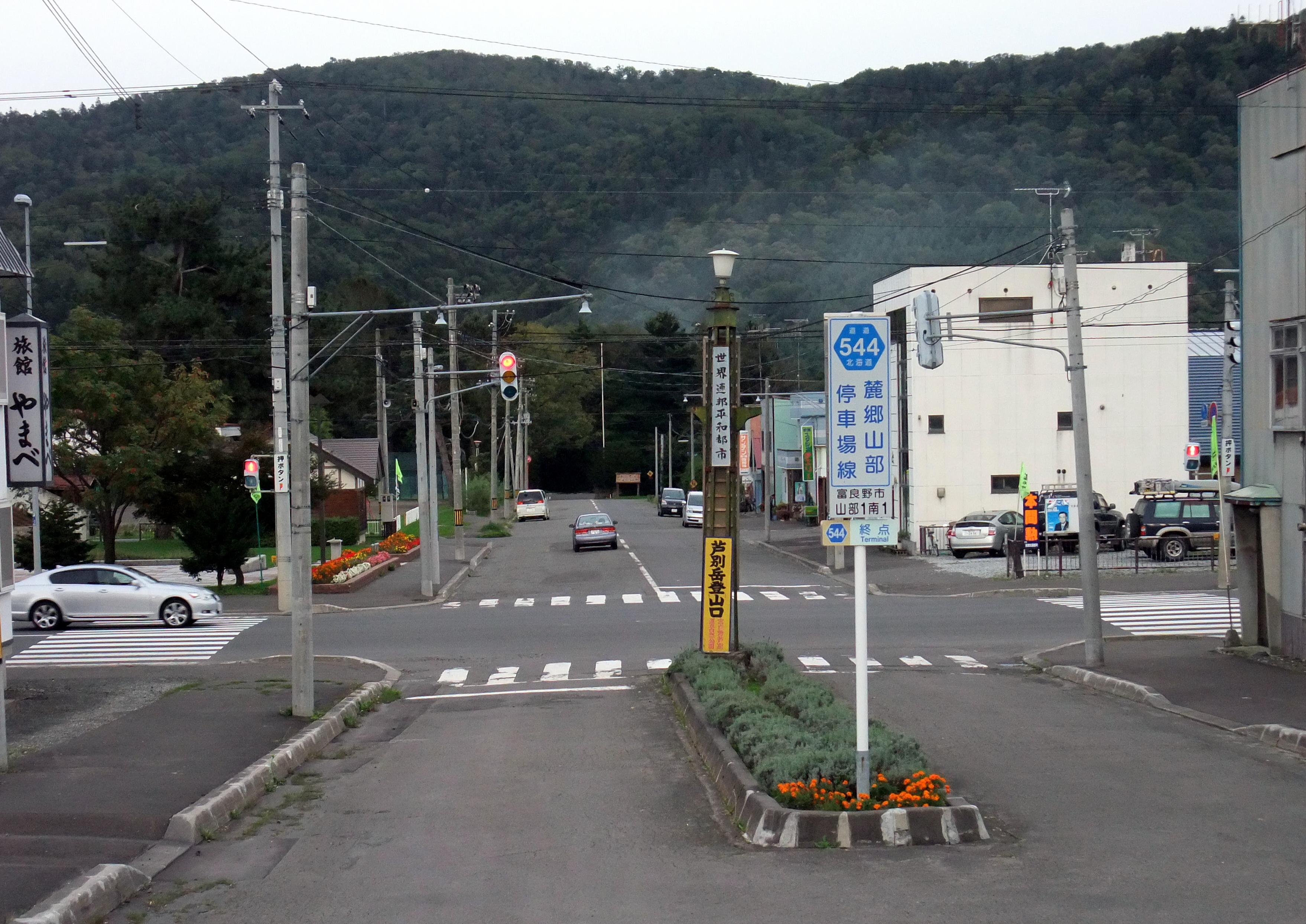
終点（山部駅前）

北海道道544号麓郷山部停車場線（ほっかいどうどう544ごう ろくごうやまべていしゃじょうせん）は、北海道富良野市内を結ぶ一般道道（北海道道）である。

## 概要

### 路線データ
- 起点：北海道富良野市麓郷（北海道道253号東山富良野停車場線交点）
- 終点：北海道富良野市山部（JR北海道 根室本線 山部駅跡）
- 路線延長：18.8km（総延長、うち重複区間0.7 km）

## 歴史
- 1966年（昭和41年）3月31日 路線認定[1]。

## 路線状況

### 重複区間
富良野市
- 山部 - 山部（国道38号）
- 山部 - 山部（北海道道706号南陽山部停車場線）

## 地理

### 通過する自治体
- 上川総合振興局
  - 富良野市

### 交差する道路
富良野市
- 北海道道253号東山富良野停車場線 - 麓郷（起点）
- 国道38号 - 山部
- 北海道道706号南陽山部停車場線 - 山部

### 沿線にある施設など
富良野市
- ふらの農業協同組合本所東部出張所 - 麓郷
- 麓郷郵便局 - 麓郷市街地5
- 布部郵便局 - 布部
- 富良野広域連合富良野消防署山部出張所 - 山部東町5-41
- 富良野市役所山部支所 - 山部東町7-31
- 富良野市立山部小学校 - 山部東町8-64
- Aコープふらのやまべ店 - 山部市街地1条通北1丁目1
- 富良野警察署山部駐在所 - 山部東町2-23